# Владимир Романов
Владимир Фјодорович Романов ( 4. фебруар 1927, Москва — 13. децембар 2011, исто) — совјетски научник и организатор производње. Директор Свесавезног научно-истраживачког, пројектантског и технолошког института за природне дијаманте и алате 1972-1985. године. Директор Свесавезног (Сверуског) научно-истраживачког инструменталног института од 1985. године. Лауреат Државне награде СССР-а. Заслужни радник индустрије СССР-а .

## Биографија
Рођен 4. фебруара 1927. године у Москви .
1941-1946. године радио је као стругар у  првом Државном погону лежајева (ГПЗ) у Москви. Године 1946. дипломирао је на Московском инжењерском факултету Ф. Е. Ђержински.
У периоду 1946-1951. године био је пројектант технолошког одјељења првог Државног аутомобилског комбината И. В. Стаљина (ЗиС). 1951. године, на радном мјесту, дипломирао је на Технолошком факултету Вечерњег машинског института при ЗиС-у. Године 1954. одбранио је дисекрацију и стекао звање кандидата техничких наука.
У периоду 1954-1957. године радио је као истраживач на Институту за пољопривредну технику у граду Барнаулу, на територији Алтаја .
1957-1967. године био је истраживач, шеф одјељења, директор истраживања у Истраживачком институту за технологију аутомобилске индустрије у Москви.
1967-1972. године био је замјеник директора за научни рад, а 1972-1985. године директор Свесавезног научно-истраживачког, пројектантског и технолошког института природних дијаманата и алата (ВНИИАЛМАЗ) у Москви.
Године 1977, за успјешан развој домаћих дијамантских алата, група радника ВНИИАЛМАЗ на челу са В. Ф. Романовим, је добила Државну награду СССР-а.
Од 1985. године до заслуженог одмора био је директор Свесавезног (Сверуског) истраживачког инструменталног института у Москви.
Аутор је више од 150 проналазака у области производње алата, око 15 патената, више од 100 научних радова, укључујући 2 монографије, 1 уџбеник, укључујући „Прорачун зупчастих алата", „Технологија дијамантске обраде брусних плоча". Аутор је чланака у књизи „Алати од супертврдих материјала“.
Живио је у Москви. Преминуо је 13.12.2011. године.
Члан је и шеф катедре Академије за проблеме квалитета.
Кандидат је техничких наука (1954). Професор.
Лауреат Државне награде СССР-а (27. октобра 1977. године) - за стварање масовне производње домаћих дијамантских алата заснованих на новим научним и техничким рјешењима која су обезбједила високе стопе развоја дијамантске индустрије и задовољење потреба националног привреда.
Заслужни радник индустрије СССР-а (12.04.1991. године) - за велики допринос развоју нових врста алата и технологија, њиховом увођењу у масовну производњу.

## Награде
- Орден Црвене заставе рада (14.09.1981. године);
- Орден Пријатељства народа (21.10.1993. године) [1] - за велики лични допринос развоју индустрије алата, организацији система сертификације производа и производњи робе широке потрошње у индустријским предузећима;
- Орден „Знак части” ;
- медаље СССР-а и Руске Федерације.

## Линкови
- Указ председника СССР-а од 4. децембра 1991. бр. УП-2971 „О задатку Романова В.Ф. почасна титула "Заслужни радник индустрије СССР-а" (Ведомости СНД СССР и Врховни савет СССР, 1991, бр. 50, тачка 1456);
- Уредба Централног комитета КПСС, Савета министара СССР од 27. октобра 1977. бр. 957 „О додели Државних награда СССР 1977. године у области науке и технике“ („СП СССР“, 1977, број 27 - 28, члан 176);
- Б. Ф. Данилов. Дијаманти и људи. Москва. Ед. "Московски радник", 1982
- Романов Владимир Федорович // Биографије .